# Сподні Іваньці
Сподні Іваньці (словен. Spodnji Ivanjci) — поселення в общині Горня Радгона, Помурський регіон, Словенія. Висота над рівнем моря: 225,1 м.